# オトラント海峡

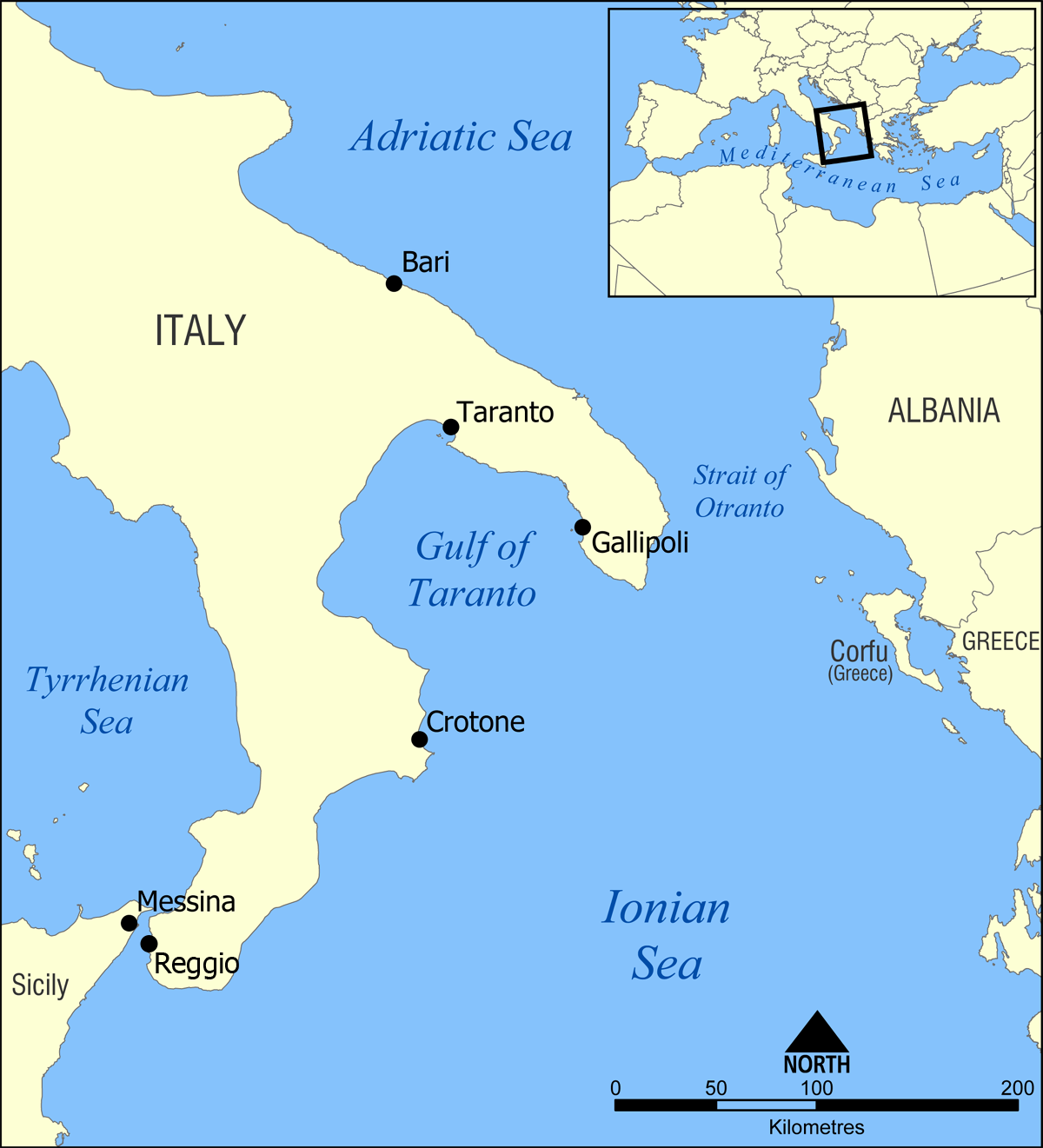
オトラント海峡

オトラント海峡（オトラントかいきょう、イタリア語:Canale d'Otranto、シチリア語:Canali di Otrantu、ギリシャ語:Στενό του Οτράντο、アルバニア語:Ngushtica e Otrantos）は、イタリアのブリンディジとギリシャのコルフ島の間にある海峡。最狭地点の幅は約85キロメートル。地中海のイオニア海とアドリア海を隔てている。
その名は、イタリア東南のサレント半島内で、イタリア全体の東端に位置する港町オトラント(Otranto)にちなんでいる。

## 歴史
アドリア海の出口にあたるオトラント海峡は古くから軍事・交通の要衝として重きをなした。古代には東西ローマ帝国を結ぶ主要道のひとつがこの海峡を渡っていた。中世後半からルネッサンス期にかけては、西欧随一の海軍国家として地中海に覇を称えたヴェネツィア共和国が最も重視した軍事上の拠点だった。アドリア海の奥深く位置するヴェネツィアはこの海峡によって守られていたが、逆にここを封鎖されるようなことになると身動きがとれなくなってしまうからである。
第一次世界大戦中には連合国側のイギリス・フランス・イタリアの海軍は、アドリア海でオーストリア＝ハンガリー帝国海軍の潜水艦による損害を受けて同海域への進攻を断念し、代わってこの海峡の封鎖を行っている（ → 詳細は「オトラント海峡封鎖」を参照）。第二次世界大戦前にはこの海峡を越えてイタリアがアルバニアに進駐した（ → 詳細は「アルバニアの歴史」を参照）。ベルリンの壁崩壊後には、逆にアルバニアからの難民がこの海峡を渡ってイタリアに押し寄せたこともある。
座標: 北緯40度13分10秒 東経18度55分32秒 / 北緯40.2194度 東経18.9256度